# Cristianos Catalanes
Cristianos Catalanes (CC) fue un colectivo en que cristalizó hacia 1953-1954 el nuevo catolicismo catalán antifranquista de postguerra, que se había manifestado ya entre 1942 y 1955 en el Grupo Torras y Bages. Había consenso entre sus militantes en que las siglas eran eufónicas, sin correspondencia con unas siglas concretas, pero se identificaron habitualmente como Cristianos Catalanes o Cristo Cataluña, aunque en el período final se reinterpretaron como Comunidad Catalana (en el original català: Cristians Catalans, Crist Catalunya i Comunitat Catalana).
Tuvo como primer mentor a Raimon Galí y contó con el amparo e impulso inicial del abad de Montserrat Aureli M. Escarré.

### Contexto
El movimiento CC surge en los años cincuenta, unos 15 años desde el final de la guerra civil española y en plena primera etapa franquista, de una dureza inflexible. Hasta 1952 se produjeron ejecuciones en el Campo de la Bota; y estaban prohibidos los sindicatos obreros y ateneos obreros, escuelas catalanas o el uso de la lengua catalana en el espacio público. La oposición interna –partidos políticos, actos populares‒ era prácticamente nula. Pese a todo, se habían producido varios brotes de resistencia: los maquis algunos intentos de huelga (como la de los tranvías en 1951, sorprendentemente exitosa); también conatos de huelgas en la Universidad.
Capítulo aparte merece la situación de tensión entre el franquismo y la Iglesia catalana: «En España, la Iglesia se sentía triunfante, pero en Cataluña hasta la Iglesia era vencida. La Iglesia catalana había sido perseguida el 1936 per ser Iglesia, y el 1939 lo era per ser catalana.». Esto se puso de manifiesto en las fiestas de la Entronización de la Virgen de Montserrat de 1947: inicialmente tuvieron un sentido de expresión de normalidad y consenso, pero finalmente fue un acto de reivindicación catalanista, que supuso el cese del gobernador Barba Hernández quince días después.

### Inicio
«El gran crisol del nuevo nacionalismo fue, sin duda, el movimiento CC, surgido a partir de 1954 en relación más o menos directa con Montserrat. Bajo esta sigla, que significaba implícitamente Cristo y Cataluña, o Católicos Catalanes, y teniendo como mentor ideológico un Raimon Galí que pretendía hacer del grupo la minoría dirigente, la "escuela de dirigentes" de cara a la recuperación del país, el CC se constituyó formalmente, aunque clandestinamente, en otoño de 1955 con jóvenes procedentes de las organizaciones de iglesia mes catalanizadas y con el propósito de ser, según la definición de Jaume Lorés, “un lugar de debate y de influencia sobre temas cívicos y teológicos”; no se trataba, pues, de un partido político, sino de un ámbito de discusión pre-política y de sensibilización nacional, de una «plataforma de civilidad» ‒en palabras del propio Raimon Galí‒ que reunió no menos de ciento veinticinco militantes muy dispuestos, entre los que ocuparon puestos de relieve Frederic Roda, Jordi Pujol, Xavier Muñoz Pujol, Jaume Carner, Francesc Vila-Abadal, Josep Espar, entre otros, y que consiguió una apreciable implantación en comarcas y vivió, de 1957 a 1959, un periodo de plenitud en coherencia y en irradiación.»
Su primer ideólogo, Raimon Galí, regresado a Cataluña desde el exilio mexicano, sería quien daría al movimiento una orientación definida con dos documentos importantes: "Problemas de nuestro tiempo, problemas de nuestra generación" y "Criterios y reglas".

### Organización
La estructura del CC respondía a un organigrama no muy complicado: Círculo de Gobierno encabezado por el Cap y varios grupos que desarrollaban diferentes actividades: Grupo de estudios, Grupo social, Grupos de influencia, Grupos de comarcas... Cada uno con su tarea correspondiente.
Su primer dirigente fue Frederic Roda, que fue sustituido por Xavier Muñoz y Pujol en 1957, que encabezó el grupo hasta su ruptura, que se produjo el 1962-1963. Además, había un consejo de gobierno integrado por Jordi Pujol Soley, Jaume Nualart y Maymí y Eduard Castellet, entre otros. Además del Círculo de Gobierno, había un Grupo de Estudios, un sector social y otro dirigido a la difusión del movimiento en las diferentes comarcas. El Grupo de Estudios y el sector social estaban liderados por Xavier Muñoz y el de ‘comarcas’ por Jordi Pujol. Algunos miembros pasaron al activismo y organizaron la campaña de protestas por el caso Galinsoga y los sucesos del Palau de la Música.

### Trayectoria: el primer CC
Las primeras acciones de CC tenían como objetivo expandir y sensibilizar al mayor número posible de catalanes en la doctrina que emanaba de todos los escritos, charlas y comunicados que emergían del pensamiento galiniano, que, entre otras muchas cosas, pretendía extender la conciencia de que en la confrontación de la Guerra Civil, Cataluña había perdido.
Además de Raimon Galí, hay que destacar el importante papel que Jordi Pujol tuvo en la primera fase del CC, hasta su encarcelamiento por el escrito Os presentamos al general Franco y por los hechos del Palau de la Música. Pujol recorrió toda Cataluña, acompañado muchas veces por Raimon Galí, donde difundieron la doctrina inicial de CC. También cabe mencionar la presencia e influencia de dos sacerdotes: Mn. Bardés y Mn. Bigordà, que ayudaron a la desvinculación obligada de la Iglesia y la política.
«A partir de 1960, y coincidiendo con el aprisionamiento de Jordi Pujol, el CC originario se bifurcó en dos direcciones bien diferentes. Bajo la dirección doctrinal de Mn. Josep M. Bardès y de un trabajador de origen extremeño, Antoni Pérez, el sector mayoritario liderado por Xavier Muñoz Pujol, substituyo la mística nacionalista de Raimon Galí por una mística obrerista: adjuraron del confesionalismo católico, antepusieron la lucha de clases al hecho nacional y decidieron la conversión del movimiento en un partido político socialista y revolucionario que, en la primavera de 1962, adoptó en nombre de Comunidad Catalana y eligió a Carles Monner como secretario general. Este “segundo CC” tuvo como portavoz oficioso de 1963 a 1966 la revista legal de economía Promos, donde colaboraban también socialistas de otras filicaciones, y el 1964 un nuevo cambio de nombre lo transformó en Força Socialista Federal de Catalunya (FSF).»
«Por su lado, la minoría “pujolista” del primer CC se desvinculó de esta evolución, que Pujol calificaría a posteriori de lerrouxista, incoherente y confusionaria.»

### El segundo CC
Tanto el primer CC como el que podemos llamar el segundo CC tuvieron como Cap a Xavier Muñoz. Bajo su dirección, el CC funcionó con disciplina y eficacia relativa, y fue madurando el objetivo de dar respuesta a los interrogantes de la sociedad catalana y española.
Si el ideólogo principal del movimiento los primeros años había sido Raimon Galí, el Grupo de Estudio estaba ahora liderado ideológicamente por Antoni Pérez González. De carácter muy fuerte y muy preparado intelectualmente, católico, proveniente de la clase obrera, había ingresado en CC de la mano del sociólogo Jaume Nualart y muy pronto formó parte del Grupo de Estudios, en el que aportó un bagaje socializante de inspiración anarco-cristiana. Durante este tiempo y con la decisiva influencia de las aportaciones de Antoni Pérez, que comportaron discusiones y enfrentamientos dialécticos interminables, se trabajó intensamente en la teorización política que desembocó en la redacción de dos documentos fundamentales en la evolución del CC: "La nueva Argelia" y el "Programa".
“La Nueva Argelia" es un documento que contiene los elementos fundamentales de análisis de la realidad y formula los principios que constituyen la base teórica del Programa. El Programa, constituido por treinta y seis puntos, está encabezado por una introducción que resume en muy pocas palabras su contenido: «La Cataluña que queremos, comunidad de pueblo indisociable de una sociedad comunitaria catalana como hecho sociológico construido sobre relaciones sociales y expresión de un querer vivir juntos -inseparable del cómo vivir socialmente relacionados- deberá ser fundamentalmente una Cataluña de nuestro tiempo, solidaria con los otros pueblos ibéricos, socialmente revolucionaria y comunitariamente pluralista en lo ideológico y lo espiritual».
Una larga reflexión culminó con un encuentro de todos los militantes en el Casal de la Virgen de Montserrat donde el Programa, sometido a votación, fue aprobado por una inmensa mayoría. A partir de entonces ‘CC’ fue interpretado como ‘Comunidad Catalana’ y se optó por las ideas socializantes y federalistas, con rasgos inspirados por el anarquismo y el marxismo. La cuestión nacional perdió peso en beneficio del carácter social del movimiento.
El segundo acto decisorio del cambio tuvo lugar en la parroquia de Sant Medir, donde los cargos responsables del ‘movimiento’ votaron una nueva estructura y le dieron un nuevo nombre, la Fuerza Socialista Federal. También se renovó el núcleo dirigente; y los militantes del sector que había encabezado Jordi Pujol (en aquel momento en prisión o en el destierro), abandonaron gradualmente el movimiento.

### Trayectoria posterior
CC inició el recorrido de un colectivo que en realidad fueron tres ‒al menos‒, y que de CC, movimiento cristiano catalanista, pasó a la Fuerza Socialista Federal. Después nació Universidad Popular (UP), que sería la rama estudiantil, más radical. Y luego el Partido Comunista Revolucionario (PCR), aún más radical.